# Předseda vlády Kosova
Premiér Kosovské republiky je hlava vlády Kosova.
Předseda vlády a vláda Kosova, v jejímž čele stojí, jsou za své činy odpovědni kosovskému parlamentu, jehož všichni musí být členy. Premiérem Kosova je Albin Kurti, který se úřadu ujal 22. března 2021.

## Pravomoci
Podle Ústavy Kosovské republiky patří mezi premiérovy pravomoci a kompetence:
1. zastupovat a vést vládu
2. zajišťovat, aby všechna ministerstva jednala v souladu s vládní politikou
3. zajišťovat provádění zákonů a politik stanovených vládou
4. odvolávat členy vlády bez souhlasu Shromáždění
5. předsedat Radě pro bezpečnost Kosova
6. jmenovat generálního ředitele Policie Kosova
7. konzultovat s prezidentem republiky záležitosti týkající se zpravodajských služeb
8. spolu s prezidentem jmenovat ředitele, zástupce ředitele a generálního inspektora Zpravodajské agentury Kosova
9. konzultovat s prezidentem provádění zahraniční politiky státu
10. vykonávat další povinnosti stanovené Ústavou a zákony